# ريس إليسون
ريس إليسون (بالإنجليزية: Rhys Ellison)‏ هو لاعب اتحاد الرغبي نيوزلندي، ولد في 6 مارس 1966 في Raglan, New Zealand ‏ في نيوزيلندا.